# 国际标准大气
国际标准大气( ISA ) 是一个静止大气模型，用于描述地球大气的压力、温度、密度和粘度如何在广泛的高度范围内变化。它的建立是为了提供大气温度和压力的通用参考。模型由不同高度的数值表以及导出这些值的公式组成。国际标准化组织(ISO) 将国际标准大气作为国际标准发布，即 ISO 2533:1975。 其他标准组织，例如国际民用航空组织(ICAO) 和美国政府，在其自己的标准制定机构下发布相同大气模型的扩展或子集。

## 描述
国际标准大气数学模型将大气划分为多个层，假设每一层中绝对温度T与位势高度h呈线性变化。 其他两个值（压力P和密度ρ ）通过同时求解以下方程得到：
- 由流体静力平衡产生的垂直压力梯度，它与压力变化率与位势高度相关：

{\displaystyle {\frac {dP}{dh}}=-\rho g} ， 和
- 理想气体定律，它与压力、密度和温度有关：

{\displaystyle \ P=\rho R_{\rm {specific}}T}
在每个位势高度，其中g是标准重力加速度， R specific是干燥空气的比气体常数(287.058J⋅kg -1 ⋅K -1 )。
这样就可以解出每个高度的大气密度和压强，动力粘度是温度的经验函数，运动粘度是通过将动力粘度除以密度来计算的。
综上，该标准包括一个不同海拔高度的大气参数列表，及其推导公式。为了适应低地，模型从低于海平面610米，标准温度设置为 19 摄氏度。温度递减率为-6.5°C每公里（大约 -2°C每 1,000ft)，到标准平均海平面温度15 °C（59 °F）， 压强101,325帕斯卡（14.6959磅力每平方英寸）(1 atm ) 压力，密度为1.225千克每立方米 。对流层向上延续到11公里（36089ft）高, 温度降至−56.5 °C（−69.7 °F） ，气压为22,632帕斯卡（3.2825磅力每平方英寸）, 密度为0.3639千克每立方米 。 高度从11  公里到20 公里之间，大气温度保持不变。  
| 层 | 名称     | 层底位势高度 h(m) | 层底几何高度 z(m) | 气温递减率 λ(°C/km) | 层底温度 T（°C） | 层底气压 P(Pa)         | 层底大气密度 ρ (kg/m3) |
| -- | -------- | ----------------- | ----------------- | ------------------- | ---------------- | ---------------------- | ---------------------- |
| 0  | 对流层   | -610              | -611              | +6.5                | +19.0            | 108,900 (1.075 大气压) | 1.2985                 |
| 1  | 对流层顶 | 11,000            | 11,019            | 0.0                 | −56.5            | 22,632                 | 0.3639                 |
| 2  | 平流层   | 20,000            | 20,063            | -1.0                | −56.5            | 5474.9                 | 0.0880                 |
| 3  | 平流层   | 32,000            | 32,162            | -2.8                | −44.5            | 868.02                 | 0.0132                 |
| 4  | 平流层顶 | 47,000            | 47,350            | 0.0                 | -2.5             | 110.91                 | 0.0020                 |
| 5  | 中间层   | 51,000            | 51,413            | +2.8                | -2.5             | 66.939                 |                        |
| 6  | 中间层   | 71,000            | 71,802            | +2.0                | −58.5            | 3.9564                 |                        |
| 7  | 中间层顶 | 84,852            | 86,000            | —                   | −86.28           | 0.3734                 |                        |

气温递减率λ是每千米位势高度气温的降低数值。
上表中，位势高度是考虑了重力随高度变化计算得出的，而几何高度是平均海平面以上的垂直距离（MSL）。 请注意，上表中气温递减率λ以位势高度给出，而不是几何高度。
国际标准大气模型基于国际标准化组织的 TC 20/SC 6 技术会议确定的中纬度地区的平均条件。该条件20 世纪中叶以来，进行过数次修订。

### 非标准条件
标准大气模型假设了一个标准状况，来为计算和测试不同海拔高度的发动机和载具性能提供可重复的工程参考。该模型不提供实际大气条件的严格气象模型（例如，由于风条件引起的气压变化）。它也没有考虑湿度影响。空气被假定为干燥、清洁且化学成分恒定。在从标准大气模型获得大气状态后，通过在干空气中添加水蒸气，就得到了考虑湿度的接近真实的模型。
非标准（热或冷）条件是通过将指定的温度偏移量添加到标准温度来模拟的，但将压力采用标准值。使用理想气体状态方程在新的温度和压力下重新计算密度和粘度。热天、冷天、热带和极地温度曲线已被定义为用作性能参考，例如美国国防部MIL-STD-210C 及其后继 MIL-HDBK-310。 

## 国际民航标准大气
国际民用航空组织 (ICAO) 于 1993 年以 Doc 7488-CD 号文件发布了的“ICAO 标准大气”。它具有与国际标准大气的模型是相同的，但将高度覆盖范围扩展到 80 公里（262,500 英尺）。 
国际民航组织标准大气与 ISA 一样，不含水蒸气。
航空标准和飞行规则以国际标准大气为基础。空速指示器的校准假设它们在国际标准大气的海平面上运行，空气密度为 1.225 公斤/米3 。